# TLC (албум)
„TLC“ е петият албум на американската група Ти Ел Си издаден на 30 юни 2007 година от 852 Musiq. Албумът достига 38-а позиция в класацията Билборд 200 за албуми. Албумът е с общи продажби от 11 117 копия в САЩ.

## Списък с песните

### Оригинален траклист
1. „No Introduction“ – 3:02
2. „Way Back“ (със Снуп Дог) – 3:46
3. „It's Sunny“ – 3:23
4. „Haters“ – 2:40
5. „Perfect Girls“ – 3:05
6. „Interlude“ – 1:11
7. „Start a Fire“ – 4:02
8. „American Gold“ – 3:38
9. „Scandalous“ – 3:32
10. „Aye Muthafucka“ – 3:16
11. „Joy Ride“ – 4:18
12. „Way Back“ (със Снуп Дог) (разширена версия) – 4:26

### Делукс издание
1. „No Scrubs“ (ремастерирана версия) – 3:32
2. „Creep“ (ремастерирана версия) – 4:23
3. „Unpretty“ (ремастерирана версия) – 4:38
4. „Baby-Baby-Baby“ (ремастерирана версия) – 4:58
5. „Diggin' on You“ (ремастерирана версия) – 4:09

### Японско и online store стандартно издание
1. „Joy Ride“ (TJO Remix) – 4:18
2. „It's Sunny“ (Lucas Valentine Remix) – 3:23